# Derzsi Simó István
Derzsi Simó István (Városfalva, 1680. k. – 1719. k.) unitárius tanár

## Élete
Tordán és Kolozsváron tanult. 1705-től Bágyonban tanított, 1711-től a tordai unitárius iskola igazgatója volt. Több verses színdarabot írt diákjai számára. 

## Művei
- Vir regius. Kolozsvár 1731. (Színdarab).
- Kéziratban: Munkácska, mely az Istenről és az isteni dolgokról értekezik és magában foglalja az erdélyi négy bevett vallások főbb czikkelyeit. Irta Dersi István, deákból fordította Gejza József 1764. (4-rét 542 lap)